# Российская муниципальная академия
«Российская муниципальная академия» (РМА) — российская общественная организация, объединяющая ученых и практиков в области местного самоуправления.

## История
Академия создана 4 июня 1999 года.
РМА создавалась в период, когда поддержка органов местного самоуправления со стороны общественного сектора была незначительной. Практическое применение положений Закона о местном самоуправлении 1995 года выявило ряд проблем, препятствующих эффективному функционированию системы местного самоуправления: нечеткость в определении компетенции муниципальных образований, неопределенность территориальной организации местного самоуправления, несоответствие ресурсов вмененным обязательствам и другие. РМА способствовала поиску эффективных решений указанных проблем, федерального закона № 131-ФЗ «Об общих принципах организации местного самоуправления в Российской Федерации». Деятельность РМА была направлена на поддержку и развитие муниципальных образований Российской Федерации через реализацию муниципальных инициатив (научно-методическое сопровождение, выставки, конференции, издательские проекты и др.). За вклад в развитие РМА Золотым знаком Муниципальной академии был отмечен ряд губернаторов и мэров городов Российской Федерации (10 чел.).
РМА является учредителем Института рыночной экономики, социальной политики и права. В настоящее время РМА принимает активное участие в выездных сборах муниципальных работников, в работе городской комиссии по противодействию фальсификации истории Великой Отечественной войны 1941—1945 гг.
Региональные отделения РМА созданы в 72 субъектах Российской Федерации.
Президент РМА — Айгистов Александр Анатольевич
Первым президентом академии был губернатор Нижегородской области Валерий Шанцев (с 1999 до 2007 года).

## Деятельность
В академии созданы шесть секций по вопросам развития муниципальных образований и местного самоуправления. В неё входят более двух с половиной тысяч членов — представителей законодательной и исполнительной власти, муниципальных образований, видные деятели российской науки и практики.
РМА является учредителем специализированных периодических печатных изданий — ежемесячного журнала «Управа» (с 2001 года) и научно-практического вестника «Вопросы местного самоуправления» (с 2004 года). В 2013 году учреждены и регулярно издаются: журнал «Муниципальная Академия» (официальный печатный орган РМА) и журнал городов и регионов России «Мы Россияне».
Частью членов Муниципальной Академии издан учебник для вузов «Система муниципального управления», который был удостоен премии Правительства РФ в области образования и выдержал четыре издания.
По заказу академии совместно с Библиотекой имени В. И. Ленина был издан библиографический справочник по местному самоуправлению в России.
Периодические издания: журналы «Управа», «Мы — Россияне», «Вопросы местного самоуправления», «Муниципальная академия».
Академия учредила ряд своих наград:
- медаль «За вклад в развитие местного самоуправления»,
- памятный знак «Лучший муниципальный служащий».

## Статус «иностранного агента»
В январе 2015 года Минюст включил в реестр «иностранных агентов» Еврейское областное региональное отделение «Муниципальной академии», в дальнейшем оно было исключено из реестра «на основании прекращения деятельности в связи с ликвидацией НКО»